# Nicolas Changarnier
Nicolas Anne Théodule Changarnier (Autun, 26 aprile 1793 – Parigi, 14 febbraio 1877) è stato un militare francese.
Generale dal 1840, nel 1849 represse la rivolta parigina del 13 giugno. Dopo l'ascesa di Napoleone III fu esiliato per poi essere rimpatriato nel 1859. Monarchico, si candidò alle elezioni presidenziali del 1848 tra le file dei legittimisti, ottenendo lo 0,06% dei voti. Fu deputato nel 1871 e senatore nel 1875.